# سانست ویلج (جورجیا)
سانست ویلج (به انگلیسی: Sunset Village) یک منطقهٔ مسکونی در ایالات متحده آمریکا است که در شهرستان اوپسون، جورجیا واقع شده‌است. سانست ویلج ۱۲٫۹ کیلومتر مربع مساحت و ۸۷۱ نفر جمعیت دارد و ۲۳۳ متر بالاتر از سطح دریا واقع شده‌است.